# Storia delle ferrovie in Austria
La Storia delle ferrovie in Austria comprende fino al 1918 la Vecchia Austria (Cisleitania) senza le Terre della Corona ungherese, che fino al 1867 appartenevano all'Impero austriaco, e senza la Bosnia-Erzegovina, occupata dall'Austria-Ungheria nel 1878 e annessa nel 1908. Dal novembre 1918 si riferisce all'attuale territorio della Repubblica d'Austria, compreso lo stato del Burgenland, annesso solo nel 1921.

## Le prime ferrovie private (1824–1841)
Prima ferrovia a cavalli: Budweis-Linz-Gmunden
Canale o ferrovia?
Il paese natale della rete ferroviaria austriaca è la Boemia. Nel 1808 Franz Josef von Gerstner tenne un notevole discorso alla "Bohemian Hydrotechnical Society" di Praga, in cui supplicò la costruzione di una ferrovia e non di un canale tra la Moldava e il Danubio. Durante la "Conferenza sull'Elbe di Dresda" (1819) – dove, tra le altre cose, venne concordata la "Frei Fahrt da Praga al Mare del Nord" – il problema del collegamento tra i due fiumi riemerse: collegati col canale o con la ferrovia. L'Austria ha scelto la seconda per motivi tecnici ed economici.
Gerstner stesso si sentiva già troppo vecchio per svolgere un ruolo importante nella realizzazione della ferrovia. Suo figlio Franz Anton von Gerstner, professore a Vienna, accettò con piacere la proposta di dedicarsi intensamente al progetto ferroviario. Nel 1822 visitò l'Inghilterra, la "madrepatria della ferrovia". Poiché c'era una notevole differenza di altitudine tra la Moldavia (Budweis) e il Danubio, Gerstner Jr. si interessò a come superare le differenze di altitudine in Inghilterra. Egli non considerava il metodo delle sezioni ripide.
Gerstner Jr. affermò la possibilità di costruire una "ferrovia continua attraverso le montagne" facendo solo dighe e incisioni necessarie, annullando completamente l'uso delle sezioni ripide. In Inghilterra, nonostante i suoi pensieri incontrarono inizialmente poca opposizione, presto si diffusero in tutto il mondo. La ferrovia del Semmering in Austria ("Prima ferrovia in alta montagna) venne progettata da Gerstner e costruita nel 1854 da Carl Ritter von Ghega.
Cavalli o locomotiva a vapore?
Con la costruzione ferroviaria da parte di Gerstner Junior, la prima fase delle ferrovie private in Austria iniziò nel 1824; suo padre lavorò insieme a lui come consulente. Nel 1825, la prima cerimonia rivoluzionaria per la "Budweis-Danube Railway" ebbe luogo a Netrowitz, vicino a Kaplitz (Boemia). Fino al 1827, la linea di montagna di Gerstner sopra il Kerschbaumer Sattel (regione di confine Austria/Boemia) fu completata insieme alla locomotiva, perché Gerstner Junior aveva mostrato grande simpatia per le locomotive a vapore durante il suo viaggio in Inghilterra nel 1822 e lo vedeva come una prospettiva futura. Durante il suo viaggio successivo, tra il 1826 e il 1827, questa simpatia si nutrì ancora di più.
Nel 1828 l'inflazione mise l'azienda nei guai, costringendo Gerstner Junior a lasciare il cantiere. Il suo successore, Mathias von Schànerer, rimase fedele ai metodi di costruzione di Gerstner, ma ignorò la sua proposta di creare pendenze deboli (max 11 per mille). Ad esempio, nell'area di Kerschbaum-Lest, per risparmiare denaro, decise di costruire delle tratte ripide (21 per mille) e curve strette. All'epoca di Schaner si decise anche di non prendere la ferrovia per Mauthausen, ma per Urfahr, un distretto di Linz situato sull'altra sponda del Danubio.
La ferrovia a cavalli Budweis-Linz-Gmunden venne aperta nel 1832. Storicamente, non è un tiro particolarmente grande. Date le misure di austerità dopo la partenza di Gerstner Junior, la parte meridionale della linea non poteva poi essere convertita in ferrovia a vapore. Ma anche per la trazione a cavallo queste rampe ripide erano sfavorevoli, perché i treni dovevano essere divisi prima di essere superati. Tuttavia, poiché il trasporto funzionava – oltre al sale, molte altre merci furono presto trasportate – l'azienda fu un successo economico.
Nel 1836, fu messa in funzione l'ampliamento del "B'rgerlichen Salzaufsch'tt" di Gmunden am Traunsee, anche in questa sezione con una ripida rampa di oltre 30 per mille, su cui i carri dovevano essere tirati su singolarmente. Dal momento che la sezione Linz S'dbahnhof-Gmunden Traundorf non ha avuto problemi, le operazioni a vapore potrebbero essere introdotte nel 1855/56 nel trasporto passeggeri. Da Linz a Budweis, la linea Gerstner fu abbandonata dal 1869 al 1872 e la nuova rotta per le locomotive a vapore fu trasformata a ovest. Alcuni resti sono stati conservati fino ai giorni nostri e oggi ricordano il vecchio percorso.
Le prime ferrovie austriache furono a trazione equina. A lungo si era dibattuto sull'opportunità di realizzare, tra Linz e České Budějovice, la costruzione di un canale di collegamento tra la Moldava e il Danubio o di una ferrovia per il trasporto del sale estratto a Salzkammergut. Infine si optò per quest'ultima per motivi tecnici ed economici. Franz Anton von Gerstner si dedicò allo sviluppo del progetto ferroviario. Nel 1822 si recò in Inghilterra, allora patria delle ferrovie, per studiare il sistema più adatto a superare la notevole differenza di livello tra la Moldava (da České Budějovice) e il Danubio. Il metodo favorito allora era il piano inclinato con motore a vapore fisso e trazione a cavo ma questo non lo soddisfaceva così propose la costruzione di una ferrovia con locomotiva a vapore superando le montagne mediante opportuni sbancamenti e costruendo terrapieni per ridurre le acclività a valori accettabili. Gerstner iniziò nel 1824 con la consulenza dell'anziano padre e nel 1825 avvenne la cerimonia inaugurale. La compagnia ferroviaria fu chiamata semplicemente "Imperial regia privata prima società ferroviaria". Nel 1827 era stato completato il percorso di valico di Kerschbaumer (zona di frontiera Alta Austria-Boemia) ma a causa delle crescenti difficoltà economiche, che portarono alla costruzione di varianti ad elevata pendenza massima e di curve strette, venne preclusa la possibilità di una totale conversione della trazione a vapore. La ferrovia České Budějovice-Linz fu aperta, con trazione a cavalli, nel 1832. Nel 1836 fu attivata l'estensione a Gmunden-Traunsee anche questa con rampe di oltre 30 per mille che obbligavano a trainare le vetture una per volta. Nel 1855/56 venne introdotto un servizio passeggeri a vapore. Il percorso costruito da Gerstner tra Linz e České Budějovice venne comunque chiuso tra 1869 e 1872 e sostituito da una nuova linea ad ovest con treni a vapore.
Mentre il progetto ferroviario České Budějovice-Danubio veniva realizzato nonostante le carenze tecniche della trazione a cavalli, nel 1828 veniva avviata la costruzione di un'altra ippolinea Praga-Plzeň che però, nel 1831, si arrestava ai margini della foresta di Lana. Questa linea fu operativa fino al 1838 poi fu usata come pista forestale.
Nel 1836 nacque, in Austria, finanziata da Salomon Mayer von Rothschild, la prima ferrovia vera e propria con trazione a vapore; prese il nome di Kaiser Ferdinands Nordbahn dall'imperatore Ferdinando I d'Austria che nel 1837 presenziò direttamente la cerimonia inaugurale.
La Ferrovia del Nord (in lingua tedesca, Nordbahn) fu una linea di grande importanza, e quella principale, costruita dalla monarchia asburgica per collegare con Vienna le zone di estrazione del sale di Bochnia, vicino a Cracovia. Il primo tratto inaugurato collegava Floridsdorf e Deutsch-Wagram; il tratto fino a Vienna fu completato nel 1838 e quello, via Břeclav, per Brno nel 1839.
La costruzione della linea pose temporaneamente fine agli investimenti dei privati. Il governo infatti si era reso conto della grande importanza delle ferrovie in tutti i settori dell'economia e della società ma soprattutto a fini strategici e militari e in caso di guerra; stabililì quindi direttive che contrastavano con gli interessi, orientati al profitto, dei capitalisti privati. Si profilava a questo punto la minaccia di un arresto dei programmi di espansione della rete ferroviaria. Per contrastare il fenomeno lo stato iniziò a gestire direttamente il problema del finanziamento e della gestione ferroviaria.

## Le ferrovie gestite dallo stato (1841–1854/58)
Il programma ferroviario del governo imperiale previde innanzitutto la creazione o il completamento di alcune linee di importanza fondamentale la cui origine si attestava a Vienna, la capitale imperiale. Una ferrovia da Vienna verso nord, una verso sud e il Lombardo-Veneto, una verso l'importante porto adriatico di Trieste.
Un obiettivo da raggiungere era il perfezionamento, e adattamento strategico, del progetto auspicato dai privati del Lombardo-Veneto e cioè la linea trasversale di collegamento tra Venezia e Milano. Il progetto prese il nome di Imperial-Regia Privilegiata Strada Ferrata Ferdinandea Lombardo-Veneta dal nome dell'Imperatore Ferdinando I d'Austria. La linea fu costruita per tratti e inaugurata tra il 12 dicembre 1842 e il 12 ottobre 1857. Il percorso originario era lungo 285 km e prevedeva il passaggio lungo la direttrice Treviglio-Bergamo-Brescia.
Sotto la direzione e a carico dello stato proseguì la costruzione della Nordbahn; nel 1841 la ferrovia giunse fino a Přerov e Olomouc e nel 1842 a Lipník nad Bečvou. L'estensione fino a Ostrava e Bohumín fu completata nel 1847 in direzione Cracovia che tuttavia non raggiunse mai perché fu in seguito collegata alla rete ferroviaria della Prussia presso Oświęcim.
Nel 1853 nacque l'Imperial regia Ferrovia Statale Tirolese, con lo scopo di realizzare l'importante asse per Innsbruck, il Brennero e il Veneto.
Nel 1857 fu aperta la Ferrovia Meridionale (Südbahn) attraverso il passo del Semmering; fu fortemente voluta dall'Arciduca d'Austria Giovanni, al quale inizialmente fu dedicata, e avrebbe unito Vienna a Trieste. La ferrovia detta anche Ferrovia del Semmering collegava la città di Gloggnitz a Mürzzuschlag. Costituisce ancor oggi parte del tracciato della linea ferroviaria austriaca Meridionale ed è comunemente ritenuta la prima ferrovia di montagna, in riferimento alle enormi difficoltà date dal territorio in cui è costruita e dalle grandi differenze di altezze superate. Fu costruita fra il 1848 e il 1854, e lungo il suo percorso vi sono 14 gallerie, sedici viadotti e più di 100 ponti (in pietra o di ferro). Il 60% del percorso affronta dislivelli con pendenze comprese fra il 20 e il 25 per mille.
La creazione del collegamento ferroviario, militarmente importante per il Lombardo-Veneto, avrebbe dovuto iniziare ad Aurisina a nord di Trieste ma nel 1859 l'Austria perdeva la Lombardia rendendo così la connessione poco importante. L'effetto della Ferrovia Meridionale sul porto di Trieste fu inizialmente modesta a causa degli impianti portuali obsoleti e delle dimensioni troppo piccole del nuovo scalo ferroviario. La Ferrovia Meridionale venne gestita fino al 1923 dalla Südbahn.

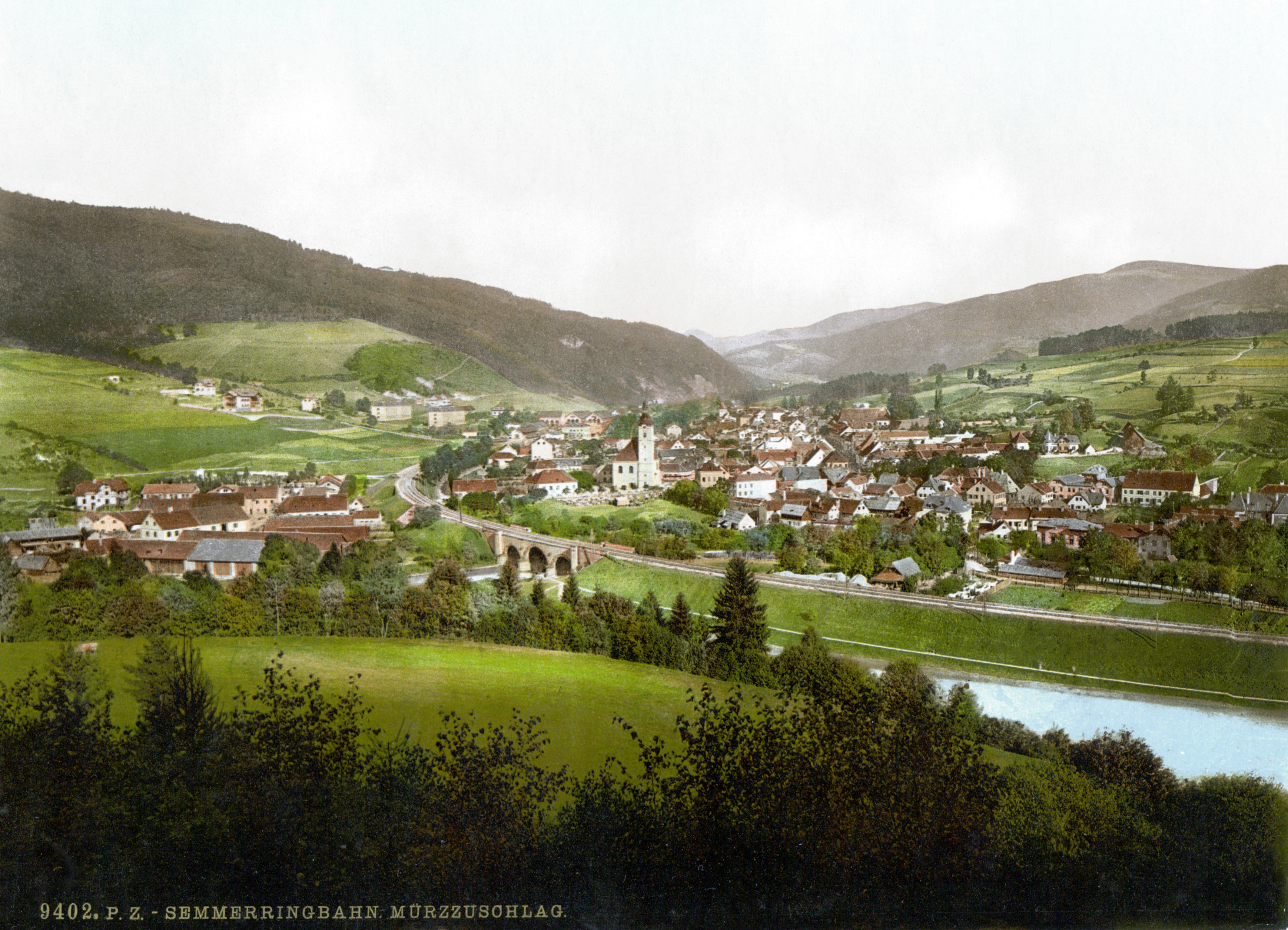
Ferrovia del Semmering a Mürzzuschlag, nel 1900

La costruzione delle ferrovie da parte dello Stato era stata tecnicamente e operativamente eccellente ma la carenza di fondi disponibili finì per bloccare ogni ulteriore iniziativa e progetto.
Nel 1854 vi fu l'adozione di una nuova legge per le concessioni che diede inizio alla seconda fase delle ferrovie private. Le Ferrovie dello Stato avevano lasciate incompiute molte infrastrutture che furono completate nel periodo successivo. Il trasferimento in mani private della rete ferroviaria dello Stato e dei progetti approntati iniziò nel 1854; nel 1858 tale processo era quasi completato.

## La seconda fase delle ferrovie private (1854/58 - 1873/80)

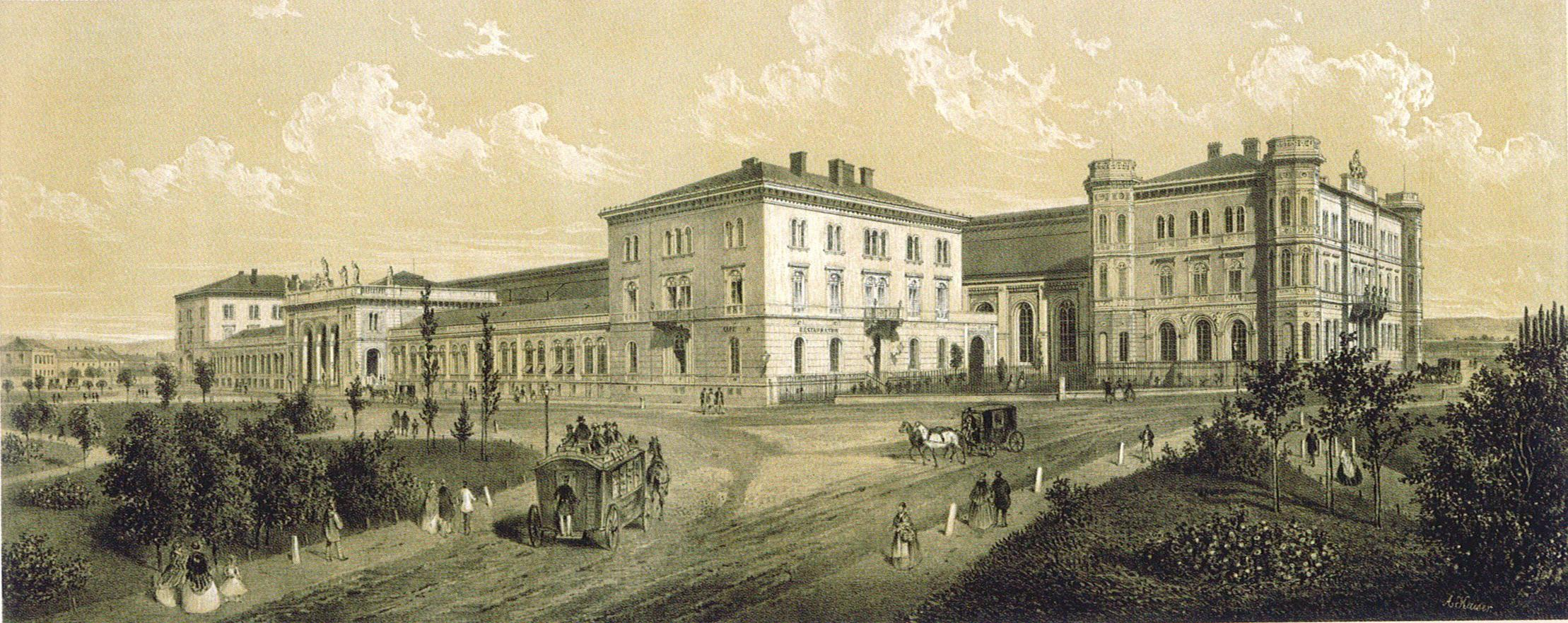
Vienna 1860: Kaiserin-Elisabeth-Westbahnhof

Gli anni quaranta e cinquanta del XIX secolo, avevano visto il Governo austriaco impegnato nel rilevare o costruire importanti linee ferroviarie per l'Impero. La Vienna–Trieste era entrata a far parte delle Ferrovie di Stato meridionali austriache (Südliche Staatsbahn) e la Milano – Venezia delle Ferrovie di Stato del Lombardo-Veneto (Lombardisch-Venetianische Staatsbahn, LVStB).
L'esercizio di stato rivelò tuttavia una bassa redditività a fronte dei cospicui investimenti impiegati dal Governo austriaco. La legge del 1854, il Konzessionsgesetz, stabilì che da quel momento in poi le linee ferroviarie avrebbero dovuto essere costruite solo con capitale privato dando inizio alla seconda fase privatistica delle ferrovie dell'Austria.
La crisi finanziaria che colpì lo stato austriaco in quegli anni indusse il governo imperiale, nel marzo 1856, a concedere le concessioni ferroviarie del Lombardo-Veneto e dell'Italia Centrale alla società privata, Kaiserlich königliche privilegierte Lombardisch-venetianische Eisenbahngesellschaft (Imperial Regia Privilegiata Società delle ferrovie lombardo-venete); il capitale era interamente non austriaco e fornito da casa Rothschild e dai gruppi, Talabot e Bastogi. Il 14 marzo, la società acquisiva l'esercizio della Coccaglio–Venezia, della Milano–Treviglio e della costruenda Bergamo–Coccaglio; della Milano–Como, della Verona–Sant'Antonio Mantovano e della Mestre–Casarsa. Si impegnava a costruire la Bergamo–Monza, la Lecco–Bergamo, la Milano–Boffalora, la Milano–Piacenza, la Milano–Sesto Calende, la Milano–Mantova–Borgoforte e la Casarsa–Udine-Nabresina e il libero esercizio tra Nabresina e Trieste appartenente alla Meridionale ancora in corso di completamento.
Il 17 marzo fu firmata una seconda Convenzione tra l'Austria, lo Stato Pontificio, il Granducato di Toscana e i ducati di Modena e Parma per completare la Piacenza–Bologna, costruire la Bologna–Pistoia e una linea da Reggio Emilia a Borgoforte per connettersi alla strada ferrata proveniente da Mantova e da Milano. L'anno successivo, la società cambiava denominazione in Imperial-regia società privilegiata delle strade ferrate lombardo-venete e dell'Italia Centrale (Kkp Lombardisch-venetianische und Zentral-italienische Eisenbahn Gesellschaft).
I gruppi bancari proprietari della Lombardo-veneta si consorziarono per ottenere la Concessione, firmata il 23 settembre 1858 per acquisire anche il privilegio della Vienna–Trieste e delle progettande Steinbruck–Zagabria–Sisak e Innsbruck–Verona. Nello stesso anno, il consorzio acquisì anche il privilegio per la costruzione della Villach–Marburgo.
Il 1º gennaio dell'anno successivo avvenne infine la fusione tra il Consorzio, la Società delle lombardo-venete e dell'Italia Centrale e la società della ferrovia orientale (Kkp Kaiser Franz Joseph-Orientbahngesellschaft) costituendo l'Imperial Regia Privilegiata Società della ferrovie meridionali dello Stato, del Lombardo-Veneto e dell'Italia Centrale (Kaiserlich königliche privilegierte südliche Staats, Lombardisch-venezianische und Zentral-italienische Eisenbahngesellschaft) con sede sociale a Vienna.
Nel 1859 la Südbahn rilevò l'esercizio delle linee costruite dalla Tiroler Staatsbahn: la Kufstein–Innsbruck, inaugurata il 24 novembre 1858, la tratta Trento–Verona, inaugurata il 23 marzo 1859 e la Bolzano–Trento, inaugurata il 16 maggio 1859. L'esercizio dell'intera ferrovia del Brennero in seguito al completamento della parte alpina Innsbruck–Bolzano) iniziò nel 1867.
Nel 1858 veniva inaugurato la stazione di Vienna Ovest (Wien Westbahnhof), capolinea della "ferrovia occidentale" (Westbahn) Vienna-Linz-Salisburgo gestita dalla Kaiserin Elisabeth-Bahn. La linea da Vienna a Linz, fu costruita tra 1856 e 1858. L'estensione da Linz a Salisburgo e Passau fu aperta tra 1860 e 1861.
La seconda fase portò quindi alla crescita di una vasta rete di ferrovie private. Tuttavia alcuni progetti importanti ma ritenuti dagli investitori privati troppo rischiosi, troppo costosi o poco redditizi dovettero essere realizzati successivamente dallo stato, come ad esempio:
- la ferrovia dell'Arlberg che, tra l'altro, permetteva la connessione della Svizzera a Trieste.
- la (Wien–) Divaca–Pola, connessione dell'area di Trieste, attraverso l'Istria, all'importante porto militare austriaco.
- la ferrovia della Dalmazia; (che dal 1867 era parte della Transleitania con le basi navali di Sebenico e Cattaro).

## Le ferrovie nuovamente in mano allo Stato (1880–1918)

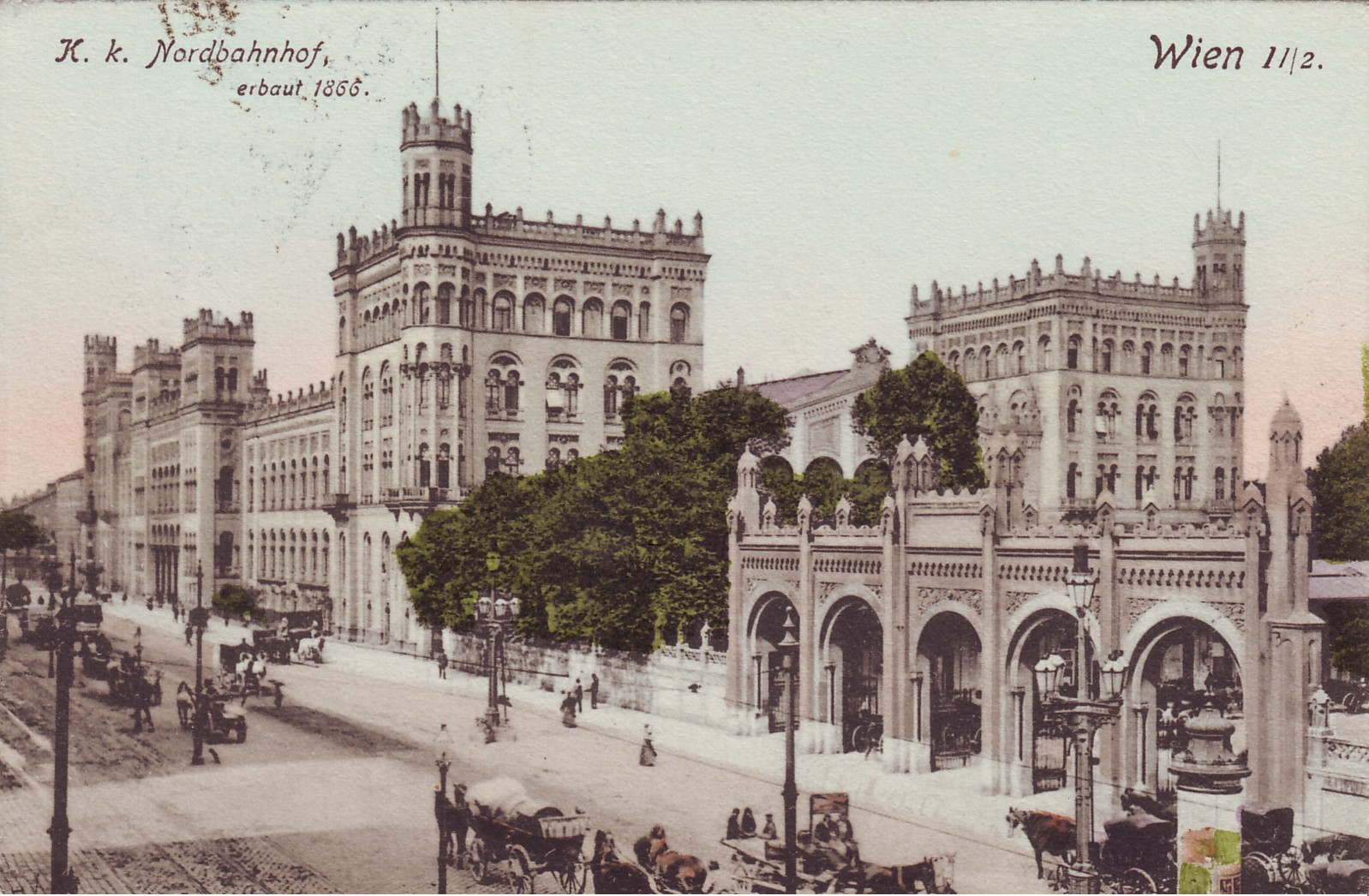
Stazione di Vienna della Nordbahn nel 1908

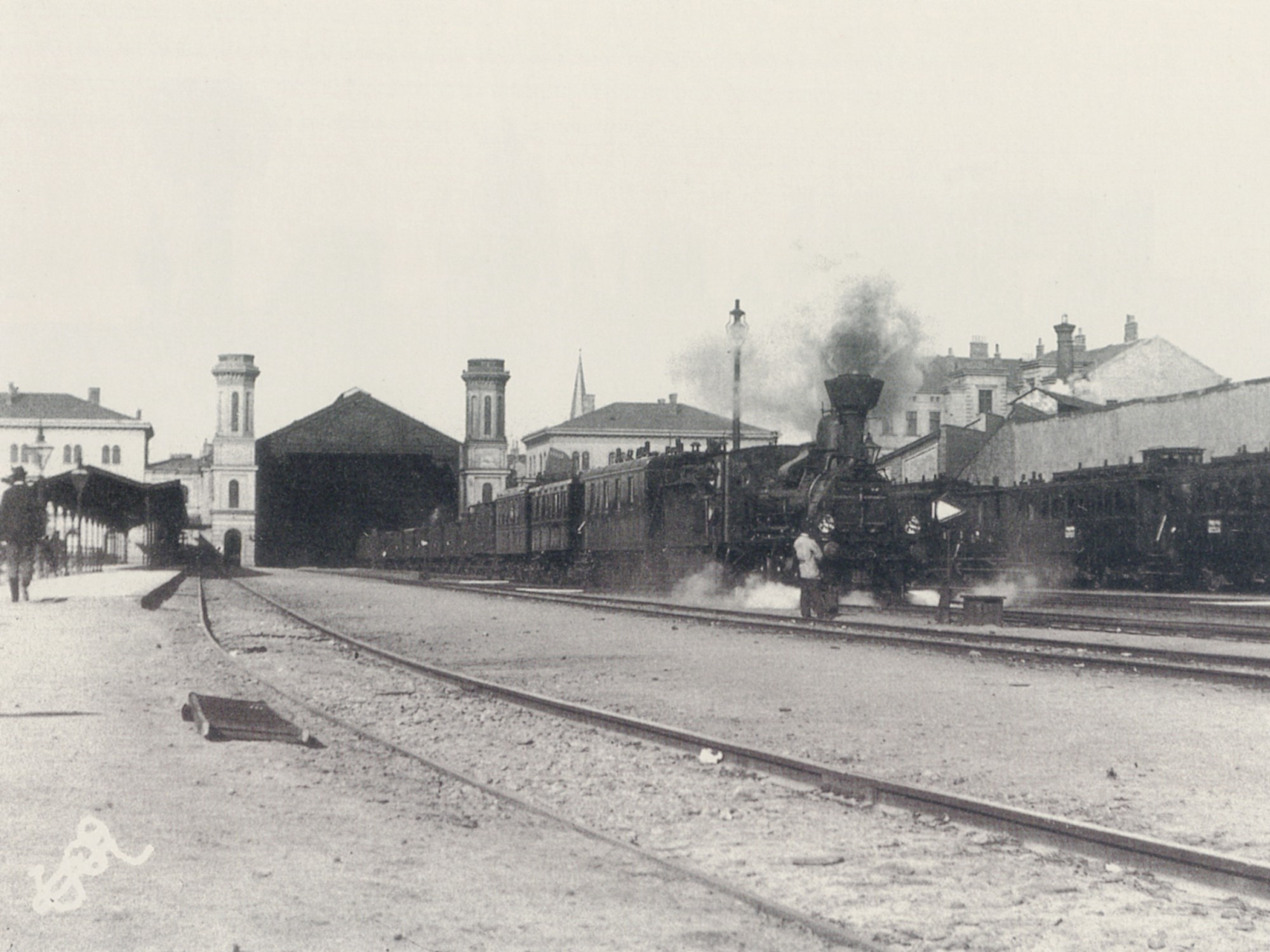
Stazione di Vienna Westbahnhof nel 1895

La crisi economica, nel 1873, portò ad un nuovo cambiamento e lo stato dovette impegnarsi direttamente sia sostenendo le imprese private finanziariamente solide che gestendo direttamente le altre. Nel 1876 il porto di Pola fu collegato a cura delle reali imperiali Ferrovie dello Stato ma per il momento rimase gestito dalla Südbahn.
Nel 1880 il parlamento imperiale approvava all'unanimità il finanziamento per la costruzione del tunnel ferroviario dell'Arlberg e quest'atto rappresentò l'inizio vero e proprio della fase di gestione statale.
La nazionalizzazione fu tuttavia incompleta. Anche se molte imprese ferroviarie private furono nazionalizzate, nel 1882, la Ferrovia imperatrice Elisabetta, poi chiamata Westbahn,(Ferrovia Occidentale) e nel 1887 la ferrovia Rudolfiana, l'importante rete Südbahn rimase privata fino al 1918 e oltre.
Nel 1907 venne decisa la nazionalizzazione della ferrovia Ferdinandea del nord (Nordbahn); la compagnia nazionalizzata possedeva anche numerose miniere di carbone e altre imprese a Ostrava; queste attività continuarono anche dopo la nazionalizzazione della ferrovia. La decisione, in ultima analisi, fu dettata dal trasporto molto lucrativo del carbone ma lo fu anche a causa dei problemi creati dall'abbandono di ogni manutenzione della rete e del materiale rotabile dopo che gli azionisti si erano resi conto degli intenti del governo.

### Il complesso delleNeue Alpenbahnen
Nel 1901 il governo imperiale dell'Austria deliberò il finanziamento di uno dei più grandi progetti di investimento degli ultimi decenni della monarchia finalizzato alla realizzazione del complesso delle Neue Alpenbahnen (letteralmente: "nuove ferrovie alpine"), ovvero la ferrovia dei Tauri (Tauernbahn), la Pyhrnbahn, la linea delle Caravanche e la Transalpina, strutturalmente diverse dalla ferrovia del Semmering, aperta nel 1854 che si arrampicava a grandi altezze il più possibile a cielo aperto. Seguendo l'esempio di Francia e Italia, che tra 1857 e 1871 avevano realizzato il tunnel del Moncenisio di 12,2 km di lunghezza, si programmò la costruzione di trafori per i valichi alpini in più punti e di lunghezze maggiori.
La prima galleria di rilevante lunghezza in Austria fu il tunnel della ferrovia dell'Arlberg di 10,6 km. Durante la costruzione del Bosrucktunnel e della galleria di Wochein si dovettero affrontare seri problemi tecnici a causa delle particolari formazioni rocciose e degli allagamenti imprevisti dovuti alle falde acquifere incontrate.
Nel 1909 fu completata la ferrovia dei Tauri. A Trieste e Gorizia si attestò la combinazione delle linee da Salisburgo, delle Caravanche e la ferrovia Transalpina.

### L'importanza economica, politica e sociale delle ferrovie in Austria
- L'esposizione mondiale del 1873 a Vienna, con oltre 50.000 espositori, rese necessario un collegamento ferroviario direttamente al sito del Prater.
- Le localizzazioni dell'industria pesante necessitavano di collegamenti ferroviari come nel caso dell'industria siderurgica in Moravia. Le località distanti dalle stazioni ferroviarie faticavano ad essere competitive.
- Il treno divenne il mezzo di trasporto usato per le visite e cerimonie ufficiali; fu realizzato il collegamento a Bad Ischl, residenza estiva dell'imperatore.
- Il Semmering, Salzkammergut, il sud dell'Adige e l'Istria direttamente collegati per ferrovia incrementarono il turismo.
- I trasporti di truppe e di armi nella prima guerra mondiale e il trasporto dei feriti dal fronte agli ospedali dell'entroterra furono eseguiti esclusivamente per ferrovia.

Quando la vecchia Austria fu divisa, in seguito alla sconfitta nel 1918, si innescarono controversie con i nuovi stati confinanti Cecoslovacchia e Jugoslavia sulla ripartizione del materiale rotabile e delle locomotive delle ex Ferrovie dello Stato imperiale austriaco.

### La situazione nel 1918
Il vecchio assetto ferroviario austriaco nel 1918 aveva una struttura sostanzialmente a ventaglio con nodo principale nella capitale Vienna. In seguito vennero istituiti i seguenti servizi principali:
- Ferrovia del Nord: Břeclav per Brno e Praga (con collegamenti per Berlino) o Cracovia, Leopoli e Černivci
- Ferrovia del Sud: Graz e Steinbrück per Lubiana e Trieste o Zagabria e Belgrado
- Ferrovia dell'Ovest: Wels per Salisburgo (connessione per Monaco), Innsbruck e Bregenz (in Svizzera) o per Passavia (connessione per Francoforte sul Meno)
- Ferrovia dell'Est: Marchegg e Vienna per Bratislava e Budapest
- Il ramo Vienna-Raab: da Vienna via Bruck an der Leitha per Győr e Budapest (connessione per Belgrado e Transilvania)
- La Kaiser-Franz-Josef-Bahn di Vienna: Gmünd e České Budějovice - Praga
- la Laaer Ostbahn (ramo nord): da Vienna, via Laa an der Thaya a Brno
- da Salisburgo a Villach (Tauernbahn), ferrovia delle Caravanche fino a Lubiana o ferrovia Bohinj per Gorizia e Trieste.

## Le Österreichische Bundesbahnen (1918 - 1938)
In conseguenza della disintegrazione del vecchio impero austriaco e la perdita di Boemia e Moravia con la loro fitta rete, il traffico ferroviario ad alto rendimento ora si trovava all'estero. L'Austria era rimasta con le linee di valico alpine con i loro elevati costi di manutenzione a fronte di un traffico relativamente minore e quelle a nord legate alle importazioni di carbone dalla Cecoslovacchia.
Poiché il nodo ferroviario della Carinzia, Unterdrauburg (oggi Dravograd), dal 1918/19 era passato in territorio jugoslavo, la connessione dal Lavanttal alla capitale dello stato Klagenfurt era ora possibile solo attraverso territorio straniero. Allo stesso modo il Tirolo Orientale e il Tirolo Settentrionale, dal 1918/1919, erano connettibili solo attraverso l'Italia da Sud.
In Moravia il collegamento ferroviario Nikolsburg-Lundenburg (Břeclav) era a Feldberg su territorio austriaco. Le linee ferroviarie boeme tra Plzeň - České Budějovice e Praga erano connesse a quelle della Bassa Austria.
La Sudbahn austriaca venne scorporata e divisa nel 1918 in società ferroviarie private, tra i vari paesi e l'Austria. Nel 1924 la parte austriaca venne incorporata dalle ferrovie federali.

## Il programma di elettrificazione
Il programma venne attuato nel corso degli anni venti e trenta; interessò le seguenti linee e tratte ferroviarie:
- Innsbruck West–Telfs-Pfaffenhofen–Landeck (1923)
- Stainach-Irdning–Attnang-Puchheim (1924)
- St. Anton am Arlberg–Langen am Arlberg (1924)
- Landeck–St. Anton am Arlberg (1925)
- Langen am Arlberg–Bludenz (1925)
- Bludenz–Feldkirch–Confine di stato Buchs (1926)
- Feldkirch–Bregenz (1927)
- Innsbruck–Wörgl–Confine di stato Kufstein (1927)
- Wörgl–Saalfelden (1928)
- Innsbruck–Brennersee (1928)
- Salisburgo–Schwarzach-St.Veit (1929)
- Schwarzach-St.Veit–Saalfelden (1930)
- Schwarzach-St.Veit–Mallnitz (1933)
- Brennersee–confine di stato del Brennero (1934)
- Mallnitz–Spittal-Mittstättersee (1935)

## Le ferrovie austriache incorporate nel Terzo Reich (1938-1945)
Nel 1938, in seguito all'annessione dell'Austria da parte del Terzo Reich, le Ferrovie Federali austriache vennero incorporate nella Deutsche Reichsbahn e la loro rete ferroviaria adattata principalmente alle esigenze militari tedesche. La capacità delle linee fu quindi oggetto di potenziamenti nei Tauri, nel percorso tra Wels e Passau e venne raddoppiato il binario della ferrovia occidentale. Dal 1942 la rete ferroviaria contribuì alla deportazione degli ebrei e, come era avvenuto nella prima guerra mondiale, servì al trasporto di truppe, di armi e di rifornimenti. Tra il 1944 e il 1945 le ferrovie, soprattutto in Austria orientale, subirono intensi bombardamenti alleati con gravi danni a binari, ponti, edifici e rotabili ferroviari.

## Le ferrovie austriache dopo il 1945
Nel 1947 le ferrovie federali austriache vennero rifondate assumendo il nome di Österreichische Bundesbahnen (acronimo ÖBB); i danni di guerra, soprattutto in Austria orientale, erano ingenti e rappresentarono un gravoso impegno economico per il paese appena uscito dalla guerra. La ricostruzione delle stazioni ferroviarie di Vienna assunse un particolare significato simbolico anche se la rete ferroviaria di Vienna avrebbe avuto necessità di ampie modifiche strutturali; era costruita in modo da avere tante stazioni di testa e avrebbe necessitato di una profonda modifica per collegarle insieme.
Il parco rotabili era stato decimato dalla guerra e per un lungo tempo dovettero essere riadattati all'uso anche i veicoli più vecchi. A causa di ciò, nel 1951 a Langenwang, si verificò un grave disastro ferroviario con 21 morti soprattutto a causa della distruzione di una vecchia carrozza a cassa di legno del 1907. I veicoli in legno vennero demoliti man mano che venivano consegnati quelli a cassa in acciaio, ma i cosiddetti Spantenwagen isolati rimasero in uso fino agli anni novanta.
Venne ripresa l'elettrificazione delle linee principali ma il pieno cambiamento del sistema di trazione, da vapore ad elettrico e diesel, venne completato nel 1976. Rimasero un certo numero di rotabili di riserva a vapore ma in massima parte locomotive a scartamento ridotto.
Durante il periodo della cortina di ferro le relazioni commerciali con l'est si svolsero su tracciati depotenziati a semplice binario anche se le linee preesistenti erano state a doppio binario. Sulla Marchegger Ostbahn (Ferrovia Orientale di Vienna), tra Stadlau e Marchegg, il secondo binario fu rimosso nella sua interezza.
Il traffico sulla Laaer Ostbahn, ramo nord della Ferrovia Orientale, rimase interrotto dal 1945 nella stazione di confine Laa an der Thaya per la Repubblica Ceca. Il percorso Fratres-Slavonice (Zlabings) in Bassa Austria (Waldviertel) fu dismesso da allora.
Furono modificati anche i vecchi itinerari internazionali: il traffico da Vienna per Amburgo anziché via Praga, venne instradato via Passavia. Il traffico da Berlino per Vienna venne instradato via Praga piuttosto che attraverso la Germania Ovest. Invece della precedente České Budějovice-Praga-Trieste attraverso l'Austria, i treni cechi per l'Adriatico percorrevano l'itinerario Bratislava, Ungheria e Jugoslavia.
Dopo il 1989, il traffico ferroviario attraverso il confine orientale austriaco è ridivenuto sempre più intenso.
Dalla metà degli anni 1990 sono stati incrementati gli investimenti in progetti ferroviari. Le OBB si sono impegnate per la loro efficienza rafforzando la cooperazione con i vicini ferroviari DB, MAV nell'ottica di una liberalizzazione del trasporto ferroviario anche di imprese private.

## Le ferrovie locali
Anche in Austria vennero realizzate linee ferroviarie locali che si dipartivano delle linee principali ma che per motivi economici vennero realizzate con semplici attrezzature tecniche, con curve più strette, spesso con scartamento ridotto e di solito a un solo binario. La loro origine è legata all'emanazione di concessioni e direttive a volte contrastanti in quanto alternavano gestioni dirette dello stato a gestioni interamente private. Fu comunque il 25 maggio 1880 che il governo imperiale dell'Austria stabilì precise norme di diritto per la costruzione di ferrovie a carattere locale.
La legge consentiva una serie di semplificazioni di natura tecnica, operativa e amministrativa per la costruzione e l'esercizio di ferrovie non fondamentali. Le linee locali gestite da società statali erano sottoposte a leggi statali ma sostanzialmente il settore ferroviario locale fu alimentato da capitali privati e la sua gestione fu privatistica.
La prima ferrovia austriaca a carattere locale fu la Lambach Gmundener costituita dal 1860 dalla tratta Lambach-ferrovia occidentale che in realtà era il residuo della vecchia rete della Imperial regia privata prima società ferroviaria.
La prima concessione, in base alla legge del 1880, venne rilasciata per la linea Hullein-Kroměříž, di 6 km in Moravia, costruita però più tardi, così la prima ad essere in funzione in Austria fu, nel 1881, la Linz-Kremsmünster di circa 36 km.
I conflitti e la mancanza di cooperazione tra le imprese ferroviarie private spesso impedirono un uso razionale ed efficace delle infrastrutture locali. Ad esempio, la connessione relativamente breve Wels-Steyr, nell'Alta Austria, era gestita da ben tre società ferroviarie. In Boemia e Moravia il sistema ferroviario locale poté svilupparsi piuttosto bene, anche perché erano le regioni più sviluppate economicamente, mentre in aree più critiche come l'Istria e le Alpi dovette essere sostenuto economicamente e con fondi di garanzia.
Dagli anni venti in poi l'aumento del trasporto su strada con camion e autobus e, nel secondo dopoguerra, l'aumento vertiginoso del trasporto individuale ha portato, dal 1960 in poi, a una progressiva dismissione delle linee ferroviarie locali.
Alcune linee ferroviarie locali:
- Völkermarkt-Kühnsdorf-Eisenkappel (Vellachtalbahn, nel sud della Carinzia)
- Treibach-Althofen Klein Glödnitz (Gurktalbahn, Carinzia)
- Salzkammergut localbahn (Alta Austria, Salisburgo)
- Feistritztalbahn (Stiria)